# جيمس ويرث
جيمس ويرث (بالألمانية: Peter Wirth) هو راهب ‏ ألماني، ولد في 15 أكتوبر 1830 في Niederbreitbach ‏ في ألمانيا، وتوفي في 28 مارس 1871 في Hausen (Wied) ‏ في ألمانيا بسبب جدري.